# Floris Arntzenius
Pieter Florentius Nicolaas Jacobus Arntzenius (9 de junio de 1864 - 16 de febrero de 1925) fue un pintor, acuarelista, ilustrador y grabador holandés . Se le considera un representante de la generación más joven de la Escuela de La Haya .
Arntzenius nació en Surabaya en la isla de Java, donde su padre sirvió en el Ejército Real de las Indias Orientales Holandesas. En 1875, a la edad de 11 años, fue enviado a los Países Bajos a Ámsterdam para vivir con su tía y su tío para completar su educación.
En 1882 se convirtió en alumno de Frederik Nachtweh, bajo la supervisión de Nachtweh obtuvo la admisión en la Rijksacademie van Beeldende Kunsten . Durante su tiempo en la Rijksacademie, de 1883 a 1888, tuvo como profesores a August Allebé y Barend Wijnveld, y entre sus compañeros de estudios a Isaac Israëls, George Breitner, Willem Witsen y Jan Veth. Tras sus estudios en Ámsterdam, pasó otros dos años en la Real Academia de Bellas Artes de Amberes, estudiando con Charles Verlat.
De vuelta a Ámsterdam, Arntzenius se hizo miembro de las sociedades de artistas Arte et Amicitiae (1890) y San Lucas (1891), y tuvo un estudio en la Sarphatistraat. En 1892 su madre enviudó y se trasladó a La Haya, y Arntzenius también se trasladó allí para acompañarla. Al mismo tiempo, sus antiguos compañeros de estudios, Isaac Israëls y George Breitner, abandonaron La Haya y se trasladaron a Ámsterdam para formar parte del clima artístico más animado de la capital. En La Haya, los pintores consagrados de la primera generación de la Escuela de La Haya dominaban la vida artística.
Arntzenius se hizo miembro de la sociedad de artistas Pulchri Studio de La Haya en 1892. De 1893 a 1895 compartió el antiguo estudio de Bernard Blommers con Cornelis Antonie van Waning. También colaboró con ilustraciones en Elsevier Geïllustreerd Maandschrift de 1892 a 1894. En 1896 fue admitido en la Hollandsche Teeken Maatschappij, una sociedad que promovía el medio de la acuarela entre sus miembros. Se casó en 1900 con Lide Doorman, una talentosa pintora de bodegones florales, que vivía en la casa de enfrente de la madre de Arntzenius, y juntos tuvieron cuatro hijas, a las que pintó con frecuencia.
Arntzenius era un artista consumado en varios medios, pero sobre todo sus acuarelas recibieron grandes elogios. Durante sus primeros años en La Haya, pintó paisajes en el típico estilo de la Escuela de La Haya. Más tarde, Arntzenius pasó a pintar principalmente paisajes urbanos y escenas callejeras, al igual que hacían Israëls y Breitner en Ámsterdam. Los paisajes urbanos de Arntzenius se pintaban sobre todo con niebla o lluvia, condiciones que aprovechaba para que los motivos se reflejaran en el asfalto húmedo. También pintó mucho en Scheveningen, que había pasado de ser el pobre pueblo de pescadores que era en la época de Jozef Israëls y Hendrik Willem Mesdag, a convertirse en un popular balneario.
Aunque Arntzenius no se considera un artista relevante hoy en día, fue apreciado en su época. Ganó premios en las exposiciones de Múnich, Venecia, Pittsburgh y Bruselas, y sus obras se vendieron bien en vida. Entre sus amigos en La Haya estaban Willem Maris, Willem Bastiaan Tholen, Bernard Blommers y Herman Johannes van der Weele. En 1910 abrió un estudio y empezó a recibir alumnos. Durante este tiempo, pintó sobre todo retratos por encargo de mecenas adinerados. Continuó haciéndolo hasta que murió de tuberculosis en 1925, a la edad de 60 años.

## Galería

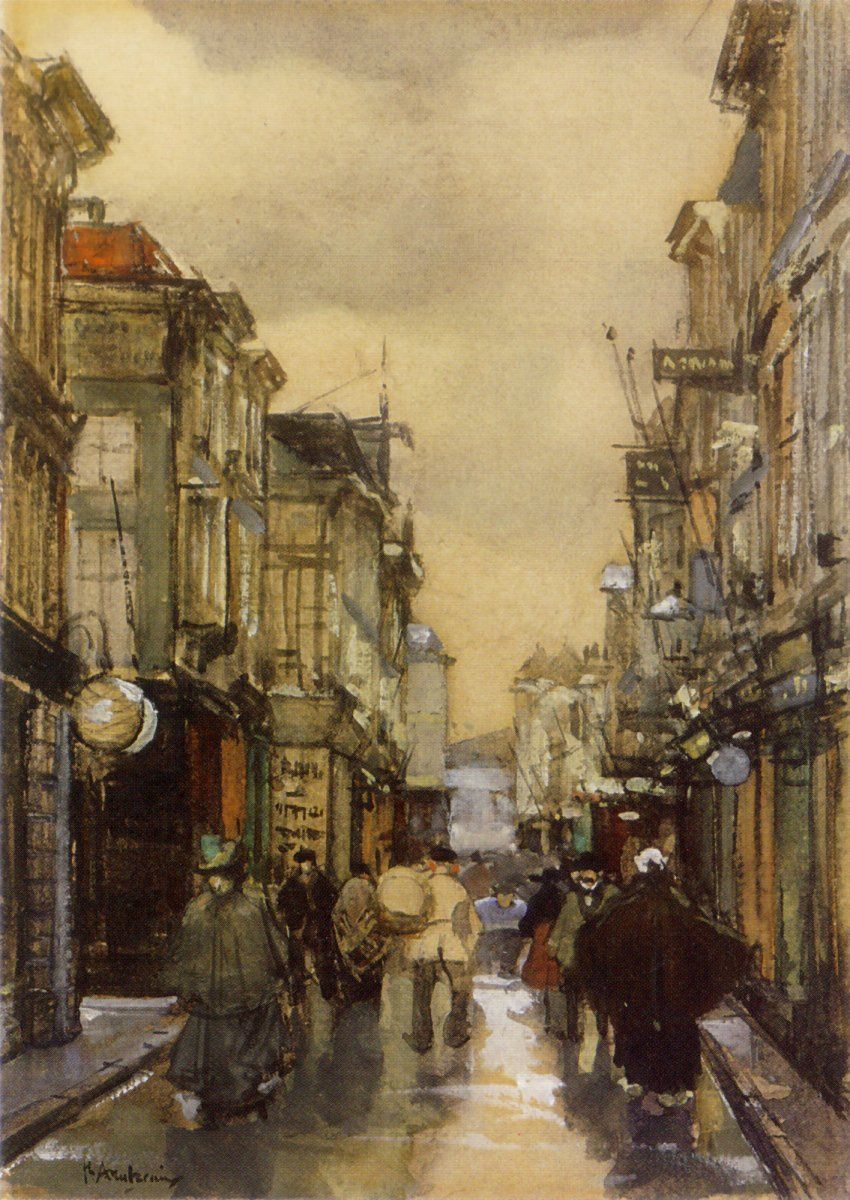
Spuistraat La Haya (gouache)
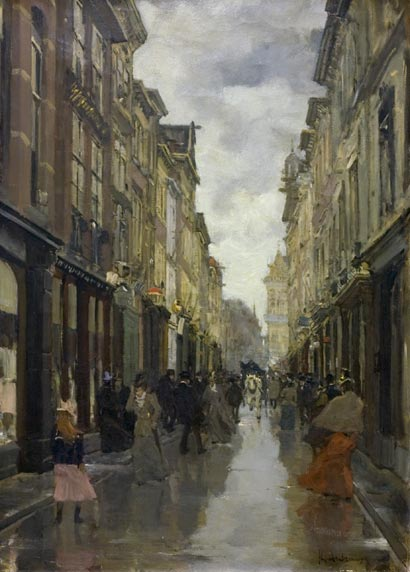
Spuistraat La Haya  (pintura al óleo) (Colección Haags Historisch Museum)
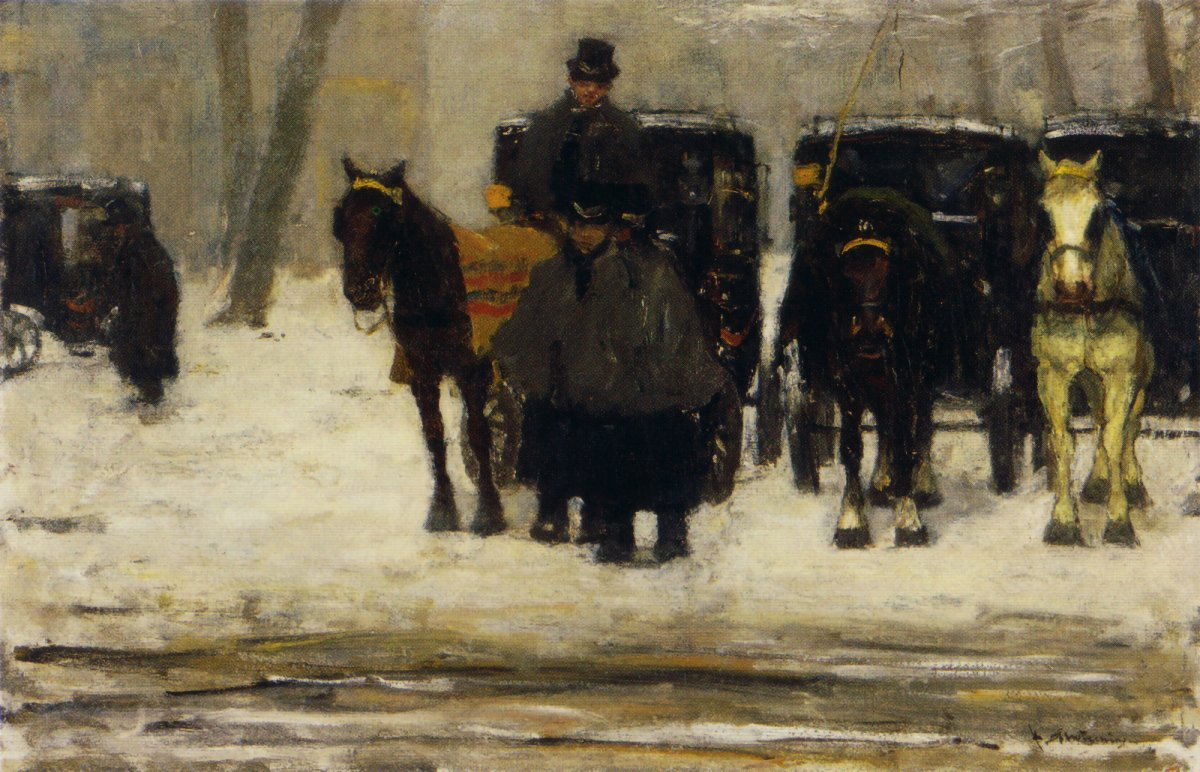
Coches de alquiler en la nieve
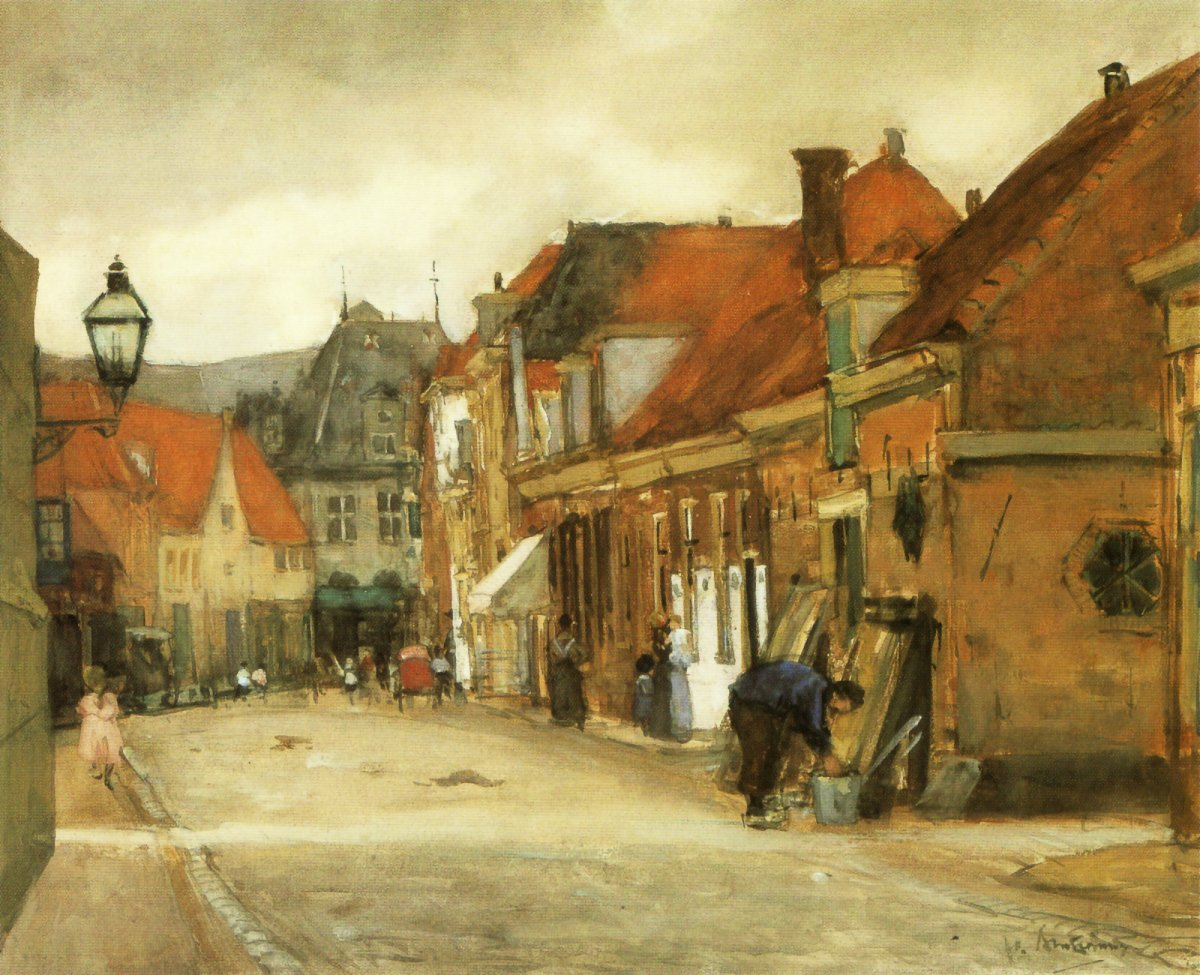
Calle en Hoorn
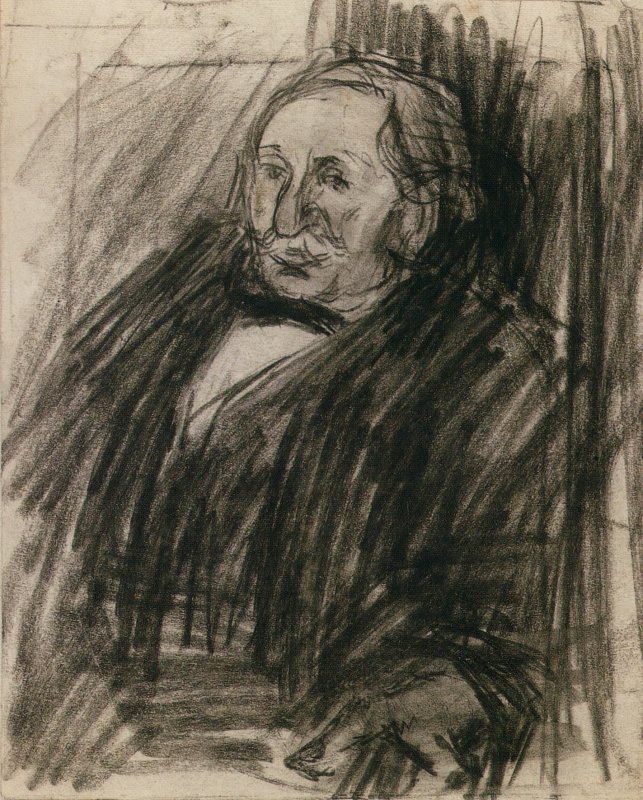
Retrato de Willem Maris (dibujo) (Colección Gemeentemuseum Den Haag)
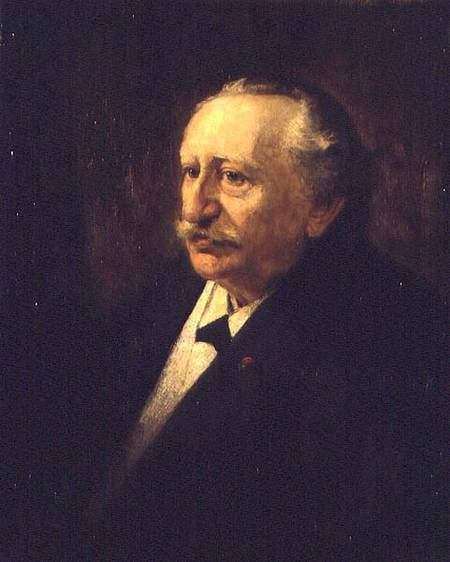
Retrato de Willem Maris (pintura al óleo) (Colección Gemeentemuseum Den Haag)
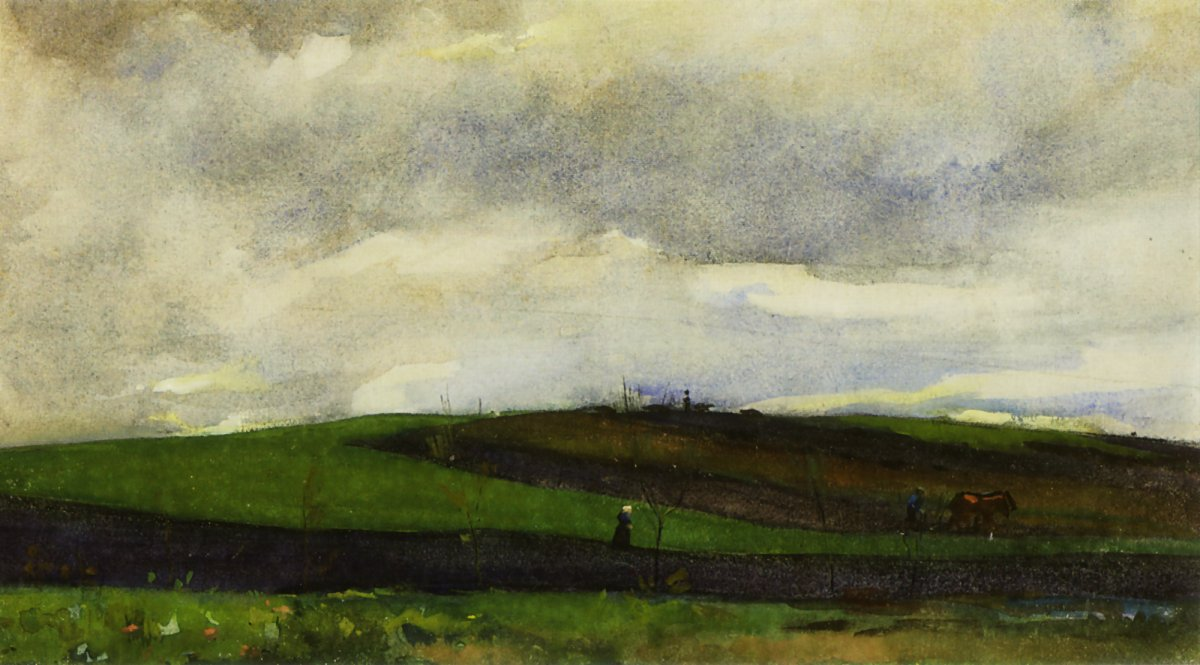
Granjero arando en un paisaje ondulado
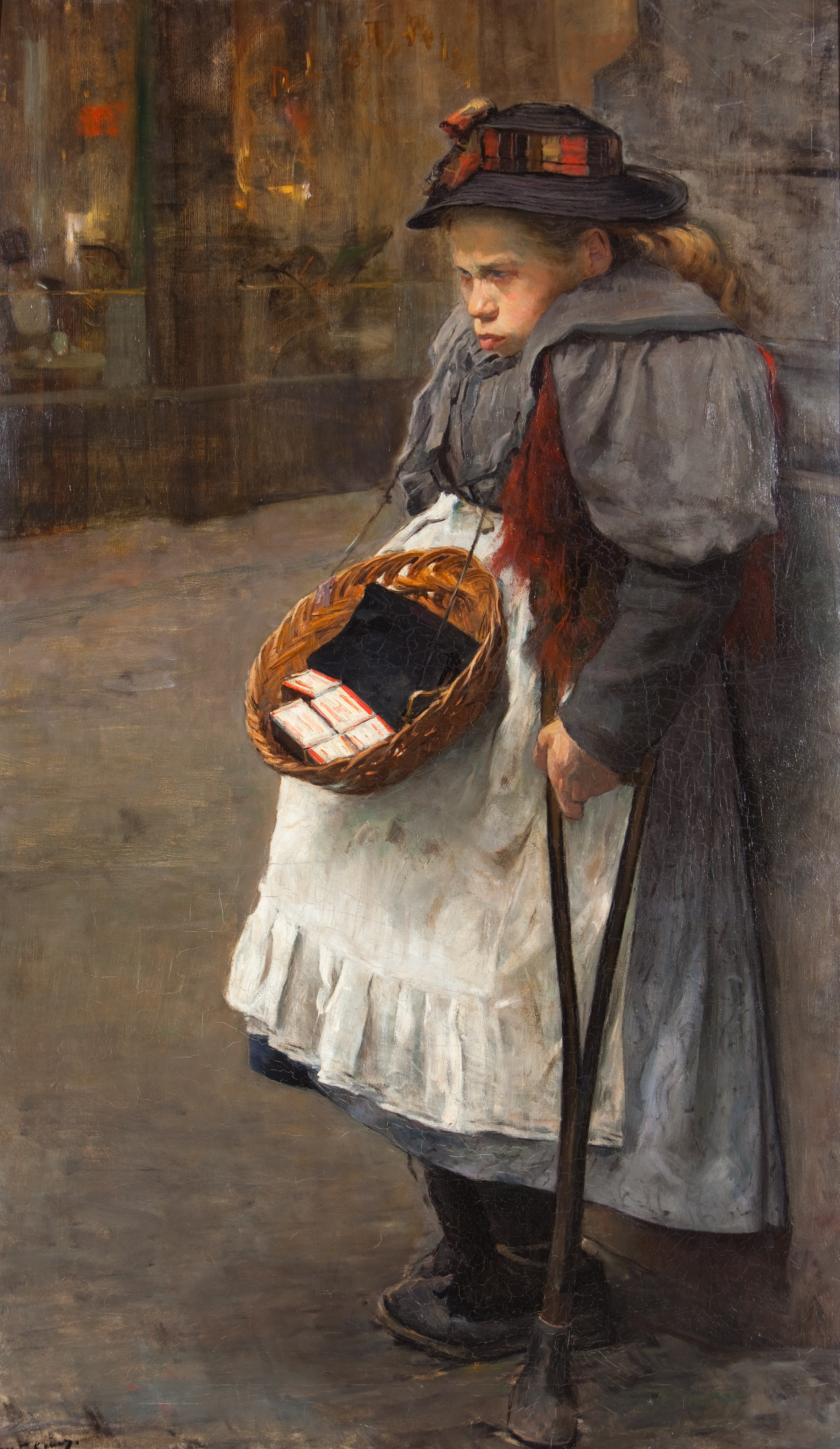
Matchstick girl (Colección Museo Histórico de La Haya)